# 阿道夫·冯·克罗西克
盖布哈特·阿道夫·弗里德里希·冯·克罗西克（德語：Gebhard Adolf Friedrich von Krosigk；1799年2月5日—1856年3月3日）是19世纪德意志的一个庄园主和官员。

## 生平
他出生于霍恩埃克斯莱本城堡，是克罗西克家族的成员。他的父亲是格布哈德·安东·冯·克罗西克。
16岁之前，他一直在家中接受教育，随后进入马格德堡的贝尔格修道院学校就读。1818年，他开始在柏林大学学习。
1823年7月3日，他在龙德斯哈根与路易丝·弗里德里克·奥托莉埃·卡罗琳（昵称莉泽特，1800年—1863年）结婚。他的妻子是路德维希·冯·威斯特华伦的女儿，后者是普鲁士政府参事，也是卡尔·马克思的岳父。他们共育有6个儿子和6个女儿。
1823年起，他与家人居住在拉特曼斯多夫的骑士庄园中，该庄园是他父亲让给他的，由他经营管理。1840年，其父去世后，他继承了霍恩埃克斯莱本的世袭庄园，并从那时起在当地的宅邸管理自己的产业。
1836年，他被任命为县长。1848年，他成为安哈尔特-德绍-克滕联合地方议会的议员。该议会是在三月革命发生后，经安哈尔特-贝恩堡公爵亚历山大·卡尔同意而设立，并于1848年5月8日召开。由于亚历山大·卡尔公爵不接受新宪法和将摄政权移交给安哈尔特-德绍公爵的决定，他于1848年12月14日解散议会，并强行颁布一部新宪法。根据该宪法，新一届地方议会选举于1849年2月举行，克罗西格再次当选为议员。